# Christofer Johnsson
Pour les articles homonymes, voir Johnsson.
Christofer Johnsson né le 10 août 1972 à Upplands Väsby est un compositeur suédois. Il est le fondateur et guitariste du groupe de metal symphonique Therion et a joué avec Carbonized, Liers in Wait, Messiah et Demonoid. 
Il est un des membres fondateurs de l'ordre du Dragon Rouge, un culte ésotérique qui se présente comme parent du Satanisme LaVeyen.

## Inspiration et influences
Durant son enfance, Johnsson aimait écouter de la musique classique et devient peu à peu intéressé par la musique des années 1950 et 60 de son père. À 7 ans, il entendit pour la première fois du rock progressif lors d'un programme TV norvégien pour enfant. À 9 ans, il commença à écouter Les Beatles. À 11 ans, son goût pour la musique a pris un tour quand il a commencé à écouter des groupes de hard rock et de heavy metal comme Accept, Judas Priest, W.A.S.P., Iron Maiden, Saxon, Motörhead, Venom, Manowar, Ozzy Osbourne, Black Sabbath, et Uriah Heep. À l'âge de 14 ans, il écoute plus du heavy metal comme Metallica, Slayer, Anthrax et spécialement Celtic Frost. Quand un de ses amis lui a joué un morceau de Scorpions, il est littéralement tombé amoureux avec leurs vieux albums. Après quelque temps, il finit par devenir obsédé par la musique. Il mentionne Uli Jon Roth comme l'une de ses principales influences dans les albums symphonique de Therion.

## Vie privée
Johnsson vit avec sa famille dans une villa au sud de Stockholm.